# Phare de Rabat
Le phare de Rabat (ou phare du Fort de la Calette) est un phare construit au début du XXe siècle à Rabat, capitale du Maroc, dans la région de Rabat-Salé-Kénitra, sur la plateforme du borj Sirat qui est un monument classé.

## Situation
Le phare de Rabat est situé à l'extrémité nord-ouest de la muraille almohade, à 0,45 mile de l'extrémité sud-sud-ouest de la jetée sud du port et, le long de la côte, à égale distance du fort Rottembourg et de la kasbah des Oudayas.

## Histoire

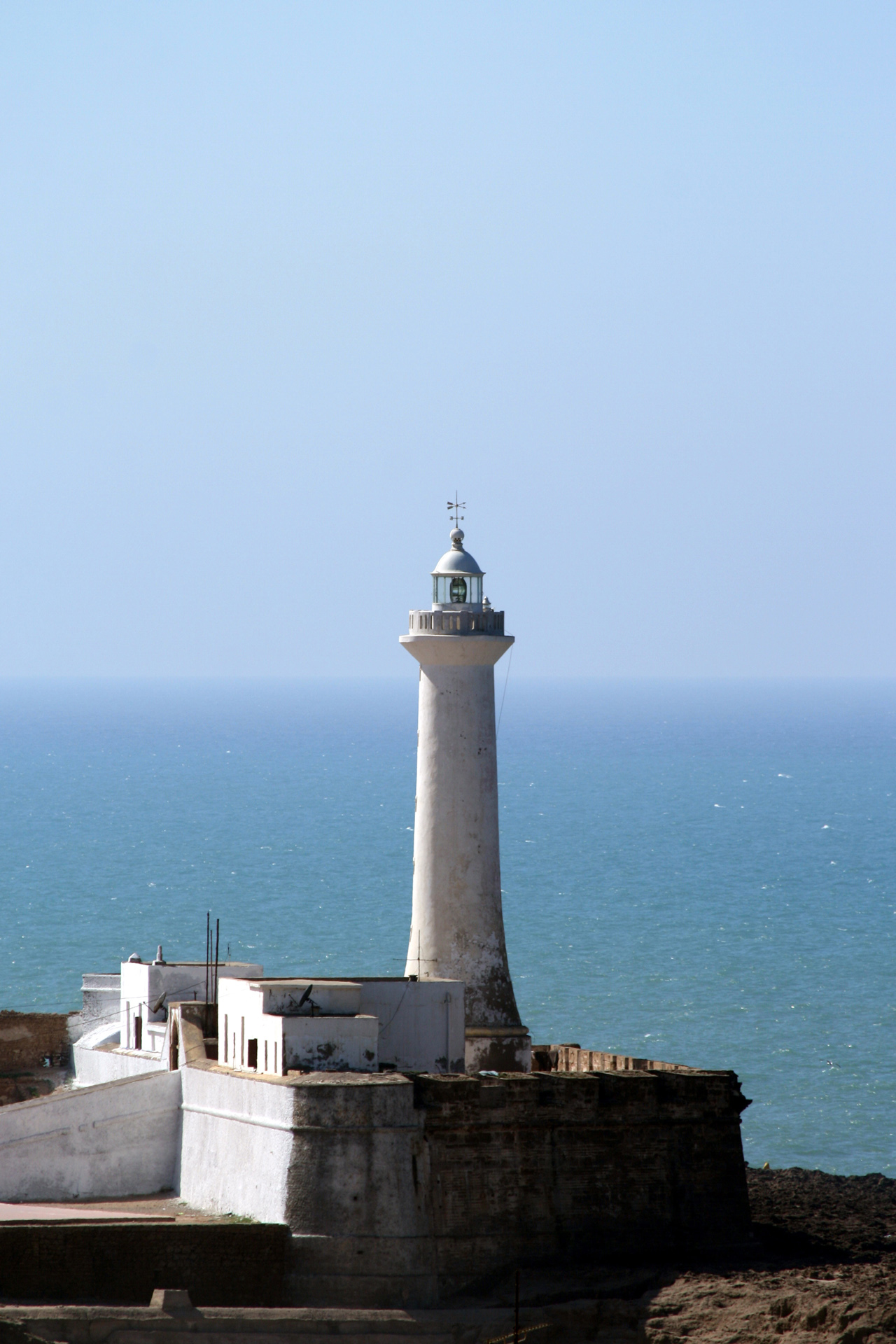
Le phare de Rabat et la plateforme du borj Sirat

Le phare de Rabat est bâti au-dessus d'une falaise surplombant légèrement l'Atlantique, sur la plateforme du borj (bastion) Sirat, édifié en 1775-76 par le renégat anglais Ahmed El Inglizi, sous le règne de Mohammed III, afin d'assurer, avec le fort de la Sqala et le borj Dâr, la défense de la côte,,.
Le phare a été construit en 1919 sous le règne du sultan Moulay Youssef, soit sept ans après l'instauration du protectorat français au Maroc et la désignation de Rabat comme siège des institutions. Sa mise en activité, en avril 1920, se situe entre l'arrêté viziriel de Mohammed el-Mokri portant organisation du personnel des gardiens de phare et sa publication dans le Bulletin officiel de l'Empire chérifien. La veille, elle fut ainsi annoncée dans L'Écho du Maroc : 

« Le phare s'allumera le 25 avril. Depuis la cérémonie d'inauguration, le phare de Rabat n'avait plus fait parler de lui. On se demandait en contemplant ce cylindre de maçonnerie : s'allumera-t-il enfin ? Mais le phare demeurait impénétrable comme un sphinx. Enfin dans la nuit du 25 au 26 avril le feu blanc, à occultations groupées par deux, toutes les 8 secondes, percera jusqu'à 17 miles au large l’épaisseur des ténèbres. »